# Tú (canción de Noelia)
«Tú» es una canción de la cantante puertorriqueña Noelia, publicada como el sencillo debut de su album debut de estudio homónimo en 1999. La canción alcanzó el puesto número 5 en la lista Billboard Hot Latin Tracks , convirtiéndose en su sencillo más exitoso en esa lista y actualmente es su canción más conocida.  Además recibió una nominación a la Canción Pop del Año en los Premios Lo Nuestro 2000. Es reconocida como una canción premiada en los Premios BMI Latin Awards 2000.

## Versiones
- Carin León (sierreño acústico)[6]

## Lista de canciones

### CD - Single (Promo)[7]
1. «Tú» (Original Mix) : 4:50
2. «Tú» (Radio Mix) : 4:45

## Posicionamiento en listas
| Lista (1999)                       | Mejor posición |
| ---------------------------------- | -------------- |
| Estados Unidos (Hot Latin Songs)   | 5              |
| Estados Unidos (Latin Pop Airplay) | 3              |
| Estados Unidos (Tropical Airplay)  | 4              |

### Listas de fin de año
| Lista (1999)                     | Posición |
| -------------------------------- | -------- |
| US Hot Latin Songs (Billboard)   | 16       |
| US Latin Pop Airplay (Billboard) | 6        |